# Solar Monitoring Observatory

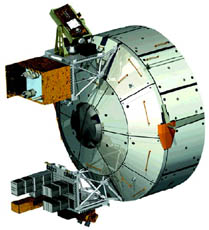
The Solar Monitoring Observatory är externt monterat på Columbusmodulen

Solar Monitoring Observatory (SOLAR / SMO) är ett vetenskapligt observatorium från ESA och är en del av Columbusmodulen, som är en komponent av Internationella rymdstationen (ISS). Columbusmodulen (inkluderat SOLAR) sköts upp i februari, 2008 med STS-122. Solar kommer att monteras externt på Columbus, tillsammans med European Technology Exposure Facility (EuTEF). Några andra komponenter är också planerade att monteras externt på Columbus under framtida uppdrag, bland annat Atomic Clock Ensemble in Space (ACES).